# Praza das Bárbaras

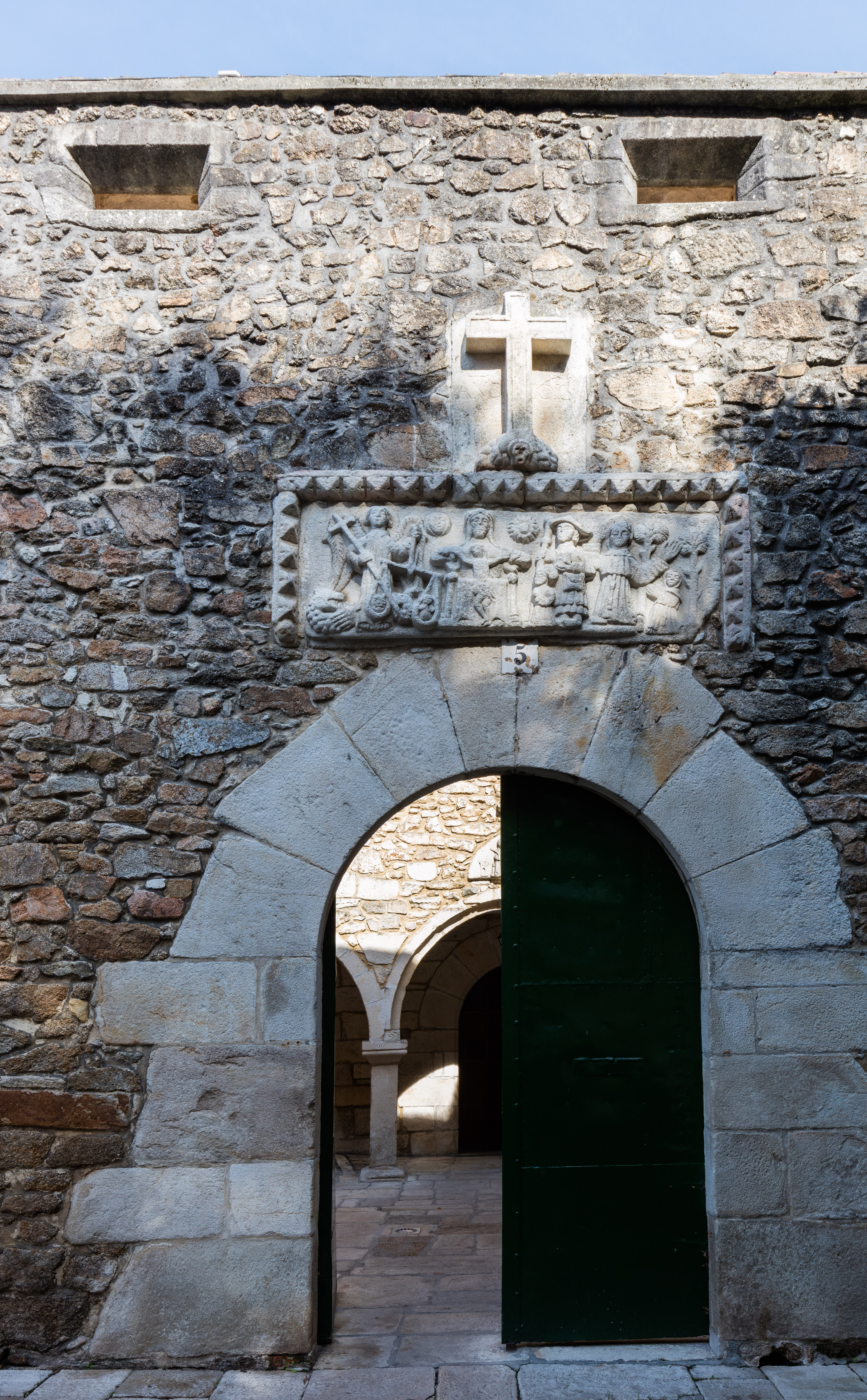
Entrada al convent

La praza das Bárbaras és una petita plaça de la Ciutat Vella de la Corunya. La formen dos murs exteriors del convent de les Mares Clarisses, amb acàcies i una creu al centre. Va ser declarada conjunt historicoartístic l'11 de març de 1971.

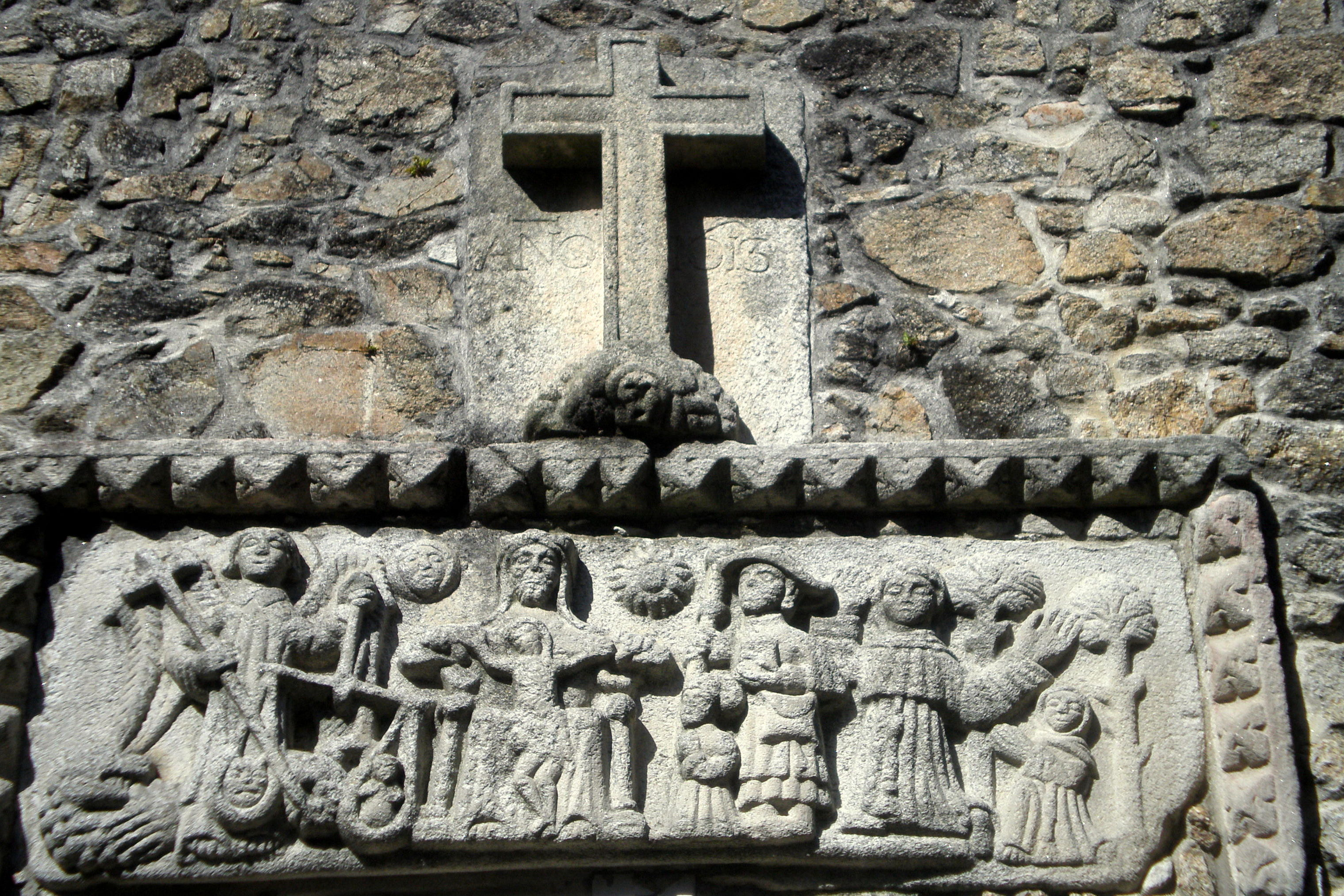
Relleu de la façana

El convent es va construir sobre una capella del segle XV i va ser reformat el 1613. Sobre la porta d'entrada, es va col·locar un relleu que va poder pertànyer a un baldaquí o a un sarcòfag gòtic del segle XIV que representa el pelegrinatge com una de les vies penitencials per a la salvació. Mostra el Judici Final i està presidit per la Santíssima Trinitat; el Pare Etern sosté el Crist crucificat, acompanyat per la lluna i el sol. A l'esquerra, l'arcàngel Miquel pesa les ànimes dels pelegrins i monjos que van arribant per la dreta, entre arbres. A la dreta apareixen sant Miquel i un drac. A l'interior, un altre relleu (que possiblement va pertànyer a la capella primitiva) mostra santa Caterina i santa Bàrbara.